# Love,too Death,too
「Love,too Death,too」（ラブ トゥ デス トゥ）は、ポルノグラフィティの楽曲。2008年10月8日にSME Recordsより26作目のシングルとしてリリースされた。

## 概要
前作『ギフト』から約1ヶ月半ぶりのリリース。10月29日リリースのベストアルバム『PORNO GRAFFITTI BEST ACE』『PORNO GRAFFITTI BEST JOKER』からのリードシングル。
ジャケットデザインは「金赤」を基調にしており、動物のドクロを組み合わせて作られたハートが描かれている。
初回生産限定盤には「Love,too Death,too」特製トランプが付属（全54枚。通常のトランプとは違い、カードが全て丸い）。なお、付属のトランプの代わりに『BEST ACE』『BEST JOKER』を収納できるBOX仕様となっている。

## 収録曲
全編曲：ak.homma, Porno Graffitti
1. Love,too Death,too
作詞：新藤晴一 作曲：ak.homma
  - 同年9月の『横浜・淡路ロマンスポルノ'08 〜10イヤーズ ギフト〜』で先行披露されていた楽曲で、ストリングスやブラスセクションなど多くの楽器が加わったスケールの大きいサウンドをバックに、新藤らしい文学的でひねりのあるせつない歌詞が表現されている[1]。
  - タイトルは「愛さえも死さえも」の意で、テーマは「終わりこそ美しい」。
  - 新藤曰く「ポルノグラフィティの中でもカラフルなアレンジの曲」。ただし、ギターに関しては「羊を数えるよう無になって弾く」とのこと。
  - MVはトランプをテーマに、衣装などは「青色」を基調にしたものとなっている。メンバーの希望により「極楽浄土」をイメージして作られており、『BEST JOKER』のジャケットに非常に酷似したマスクマンが登場している。
2. グッドニュース
作詞・作曲：岡野昭仁
  - 音楽番組『音楽戦士 MUSIC FIGHTER』の「明るいニュース」という岡野自身が好きなコーナーにインスパイアされている。
3. Time or Distance
作詞：岡野昭仁 作曲：ak.homma

## 演奏参加
Porno Graffitti
- 岡野昭仁：Vocal, Guitar
- 新藤晴一：Guitar, Chorus

Additional Musicians
- Drums：松永俊弥（#1,#2）, 村石雅行（#3）
- Bass：根岸孝旨
- Trumpet：小林太, 斎藤幹雄
- Trombone：鹿討奏
- T.Sax：竹上良成
- パーカッション：三沢またろう
- Strings：弦一徹Strings（#1,#2）
- Clap：パチパチぱっちんずジャパン
- Synthesist：飯田高広
- Piano：ak.homma（#1,#3）
- Vibraphone, Glocken：ak.homma（#2）
- Wuritzer：ak.homma（#3）
- All Other Instruments：ak.homma